# 不朽体

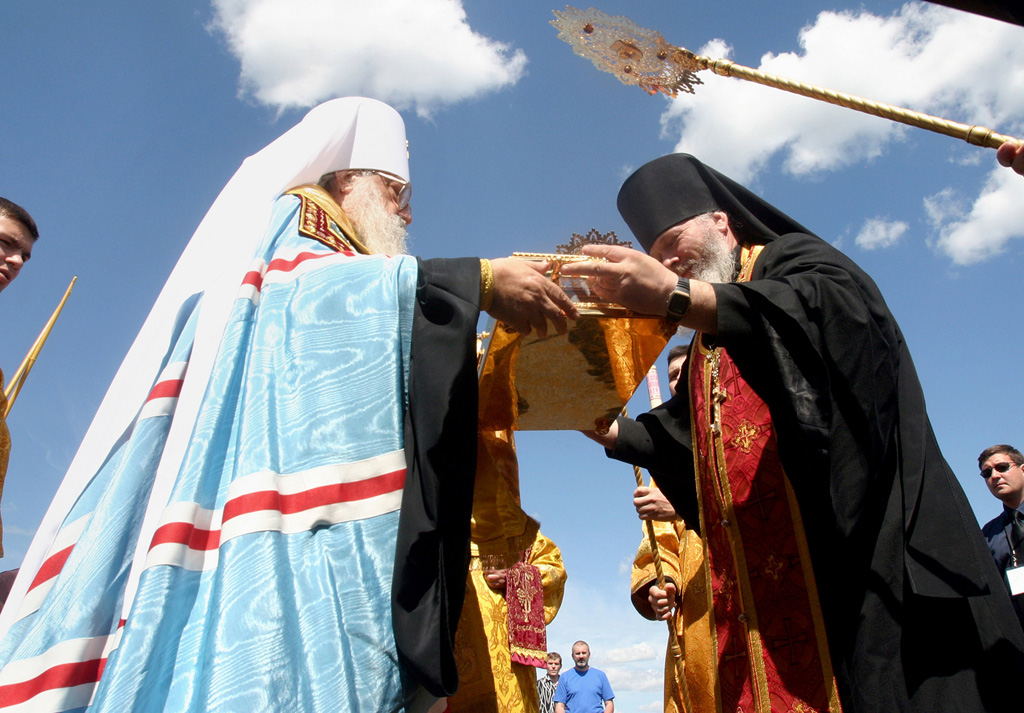
ロストフからミンスクに運ばれた不朽体（前駆授洗イオアンの右手の一部）を受け取るミンスクの聖職者。

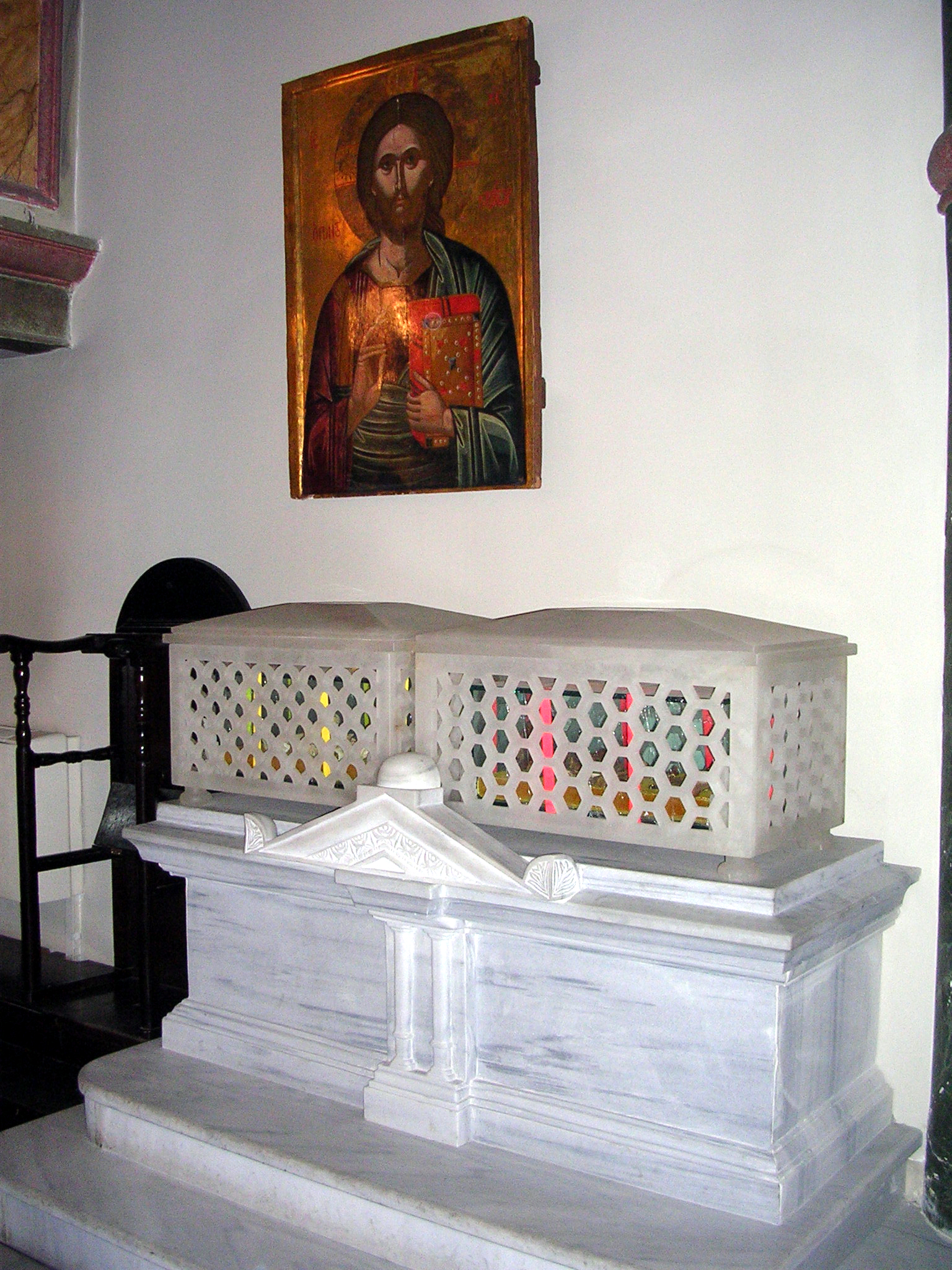
聖ゲオルギオス大聖堂にある、不朽体が納められている大理石製の聖櫃。

不朽体（ふきゅうたい）は正教会（日本ハリストス正教会）の用語で、聖人の遺体のこと。聖人は来世の生命を先取りして得ていると信じられ、このため来世の光栄体（聖書では「朽ちない身体」）同様、その今生における身体も神の恩寵によって不朽のものとされたと捉えてこのように呼ぶ。
聖像（イコン）と同様崇敬の対象となる。
正教会においては、教会の宝座（祭壇）の下には不朽体を安置することが望ましいと考えられている。堂の献じられた聖人は、宝座の下に安置された不朽体の聖人と、同一であることを要さない。（つまり、聖人に献じた堂であっても、必ずしもその同一の聖人の不朽体を宝座の下に安置する必要はなく、別人であってもよい。）
信者が崇敬を表するには、十字を二回画き、そののち不朽体に接吻し、しかるのち祈祷し、再び十字を画く。接吻は必ずしも直接なされることを要さず、ガラスケース等を介して行われることがしばしばある。ある聖人の聖像にその不朽体の一部を釘などで固定することもある。この場合多く保存の便を顧慮し、不朽体の上に覆いを施す。
一部の聖人には、不朽体の発見、移動などが特別の祭日とされるものがある。次のものが特によく知られている。
- 前駆授洗イオアンの首の発見の日および移動の日
- ミラ・リキヤの奇跡者聖ニコライの不朽体移動日

なお、イイスス・ハリストスすなわちイエス・キリスト、およびその母生神女マリヤの不朽体は、正教会の考えでは存在していない。